# Cotonopsis lafresnayi
Cotonopsis lafresnayi is een slakkensoort uit de familie van de Columbellidae. De wetenschappelijke naam van de soort is voor het eerst geldig gepubliceerd in 1856 door P. Fischer & Bernardi.